# Jungfrutjärnen (Norsjö socken, Västerbotten, 721111-169681)
Jungfrutjärnen är en sjö i Norsjö kommun i Västerbotten och ingår i Skellefteälvens huvudavrinningsområde.